# 천안 스마트 타워
천안 스마트 타워(영어: Cheonan Smart Tower)는 대한민국 충청남도 천안시 동남구 청룡동에 계획한 마천루였지만 무산되었다.

## 같이 보기
- 대한민국의 마천루 목록
- 충청남도의 마천루 목록
- 천안시의 마천루 목록